# Pierre-Edme-Nicolas Jeannest-la-Noue
Pour les articles homonymes, voir Jeannest.
Pierre-Edme-Nicolas Jeannest-la-Noue dit l'aîné, est un homme politique français né le 16 novembre 1748 à Saint-Florentin (Yonne) et mort dans cette même ville le 7 mars 1816.

## Biographie
Il est le frère aîné de Claude-François-Louis Jeannet, député à l'Assemblée nationale constituante.
Jeannest-la-Noue est avant la Révolution un rapporteur du point d'honneur, c'est-à-dire un officier chargé de régler les conflits entre les nobles du bailliage.
En 1789, il est nommé membre du directoire du district de Saint-Florentin, puis du directoire du département en 1790. Le 7 septembre 1792, il est élu comme troisième suppléant de l'Yonne à la Convention nationale, avec 83 voix sur 544 votants.
L'exécution de Jacques Boilleau le 30 octobre 1793 libère un siège à l'assemblée  que Jeannest-la-Noue accepte le 29 novembre (9 frimaire an II). Il se montre très discret au cours de son mandat, ne prenant jamais la parole.
En l'an IV, il est réélu député de l'Yonne au Conseil des Cinq-Cents, avec 226 sur 291 votants. Il fait toujours aussi peu parler de lui jusqu'à sa non-réélection en l'an VI. Il revient dans son département, est conseiller général de l'Yonne puis maire de Saint-Florentin sous Bonaparte.

## Sources
- « Pierre-Edme-Nicolas Jeannest-la-Noue », dans Adolphe Robert et Gaston Cougny, Dictionnaire des parlementaires français, Edgar Bourloton, 1889-1891 [détail de l’édition]